# 기기괴계: 검은 망토의 수수께끼
《기기괴계: 검은 망토의 수수께끼》는 나츠메 아타리가 제작한 2022년 진행형 슈팅 게임이다. 《기기괴계》 시리즈 작품으로 2001년작 《기기괴계 어드밴스》 이후 21년만에 출시됐다. 닌텐도 스위치 및 플레이스테이션 4 플랫폼으로 개발돼 2022년 4월 21일 처음 발매됐으며 2023년 마이크로소프트 윈도우로 이식됐다. 영어판 제목은 《포키 & 록키 리슈린드》이다.
이야기상 《기기괴계: 수수께끼의 검은 망토》의 직속 후속작으로 다시 돌아온 악당 검은 망토을 저지하기 위해 사요와 친구들이 모험을 떠나는 내용을 그렸다. 전작의 진행형 슈팅 게임플레이를 유지했으며 사요와 마누케 이외에 아메노우즈메, 호타루 고젠, 이카즈치 3명이 새로운 플레이어 캐릭터로 등장하는 것이 특징이다.

## 개발
《기기괴계: 검은 망토의 수수께끼》는 슈퍼 패미컴으로 제작된 《기기괴계: 수수께끼의 검은 망토》의 공식 후속작으로, 전작 개발에 참여했던 개발자들로 구성되고 이전 나츠메 아타리의 리메이크 작품 《와일드 건즈 리로디드 (2016)》와 《닌자 세이비어: 리턴 오브 워리어즈 (2019)》를 담당한 개발팀 텐고 프로젝트가 개발했다.

## 반응
《기기괴계: 검은 망토의 수수께끼》는 오픈크리틱에서 '좋음(Strong)' 등급을 받았으며 평론가 중 62%가 게임을 추천했다.

## 참조

### 주해
1. ↑  일본어: 奇々怪界 黒マントの謎
2. ↑  영어: Pocky & Rocky Reshrined